# Pintura romana

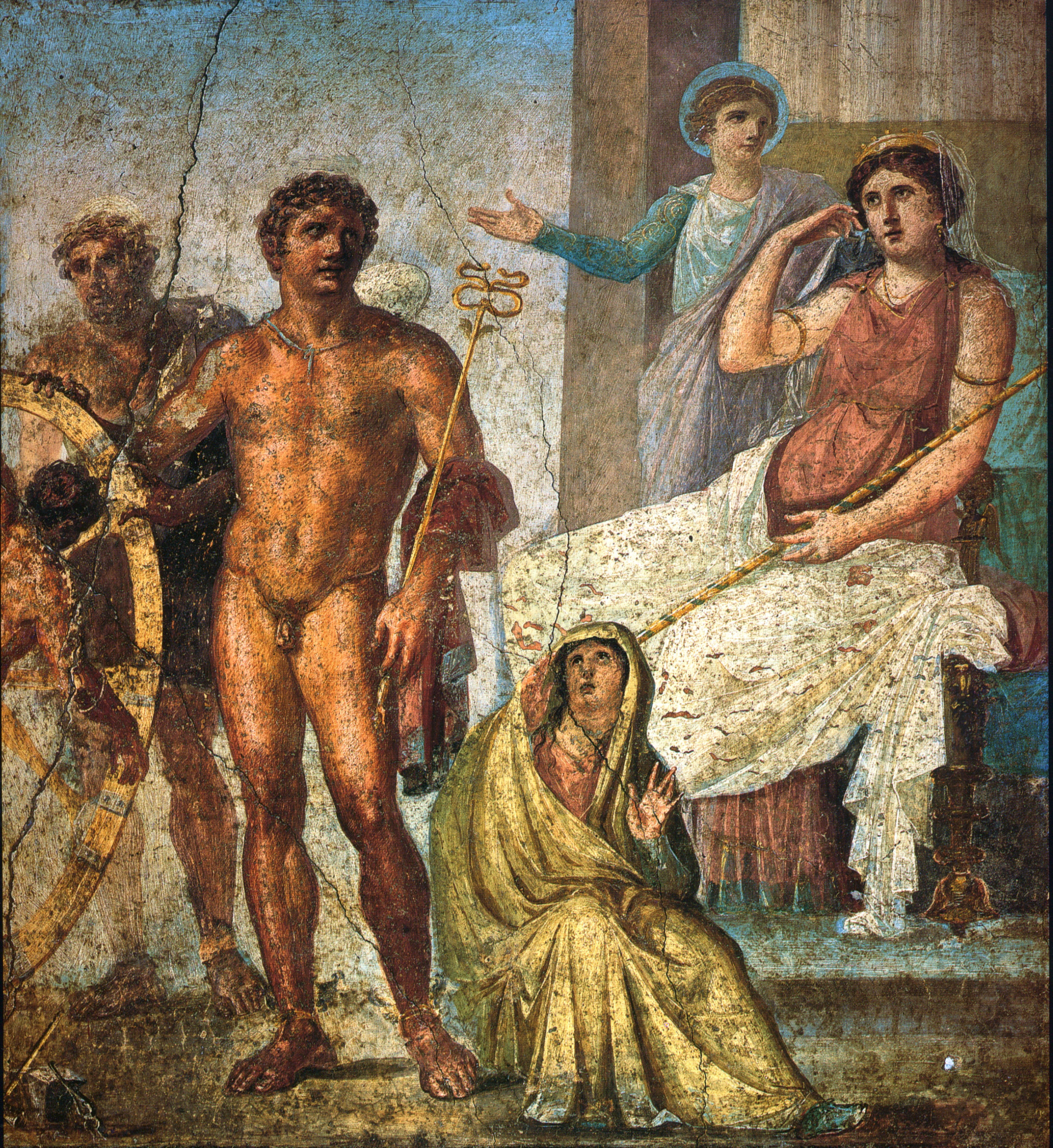
Escena de la vida d'Íxion, Casa dels Vettii, Pompeia.

La pintura romana és la part de l'art romà de la qual es conserven menys restes. Només excepcionalment ens han arribat mostres de les pintures romanes i de fet només han sobreviscut les pintures sobre materials resistents.
La pintura romana exercí una influència significativa en l'evolució de la pintura occidental. La seva tradició reemergí en diversos moments de la història durant molts segles essent especialment important en la gestació de l'art paleocristià, romà d'Orient i romànic, i donant moltes idees als pintors del Renaixement, del Neoclassicisme i del Romanticisme.
L'estil pompeià rep aquest nom precisament per pertànyer a les ciutats enterrades per les cendres del volcà Vesubi l'any 79: Pompeia i Herculà principalment. Malgrat el nom d'estil pompeià segurament el centre de la producció de la pintura romana va ser la ciutat de Roma.
Era típic d'una casa senyorívola romana tenir tots els angles de les parets pintades i d'això se'n deriva una gran riquesa quantitativa de decoracions pictòriques. En això també s'apreciava la influència grega.
Hi ha quatre estils o esquemes decoratius pompeians:
- Primer estil pompeià difós per tota la zona hel·lenística dels segles II-II aC
- Segon estil cap al 120 aC
- Tercer estil que arriba fins a la meitat del segle i amb l'emperador Claudi
- Quart estil documentat a Pompeia l'any 60.

## Primer estil pompeià

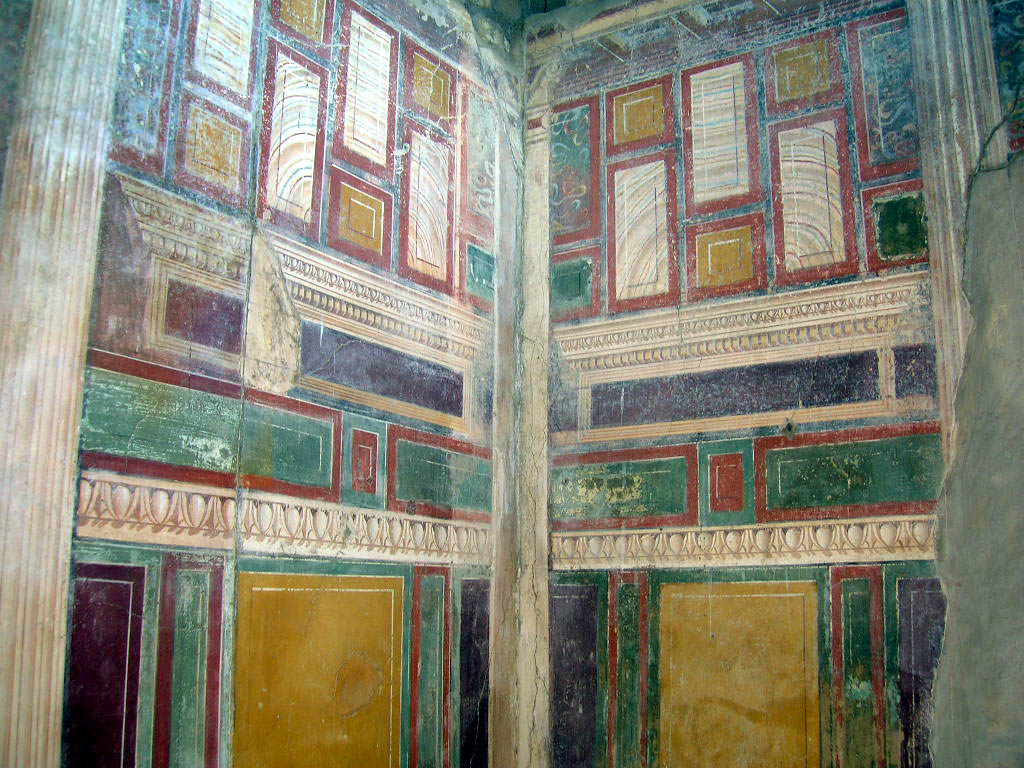
Primer estil pompeià a Vila d'Arianna

També es coneix com a estil d'incrustació (nom derivat de crustae plaques pètrees de revestiment) és essencialment abstracte sembla que deriva de les pintures emprades en els temples grecs. Es caracteritza per la imitació de l'efecte de treballar la pedra, amb aplicació de colors vius dividit en zones quadrangulars en relleu simulant blocs de pedra. Com que les cases romanes tenien poques finestres cap a l'exterior, les parets internes tendien a ser contínues.

## Segon estil
S'anomena també estil arquitectònic els seus orígens es troben a Etrúria i Àsia Menor. El seu primer exemple italià és a la "Casa dels Grifs", a Roma. Amb aquest estil hi ha efectes òptics amb simulacions d'elements arquitectònics com columnes, finestres, etc. Apareixen patrons geomètrics més minuciosos i complicats. S'ofereixen (pintades) vistes de paisatges urbans i jardins i l'ús de la perspectiva és prou correcte.
A la vila dels misteris de Pompeia hi ha un triclinium amb figures humanes com si estiguessin en un escenari.

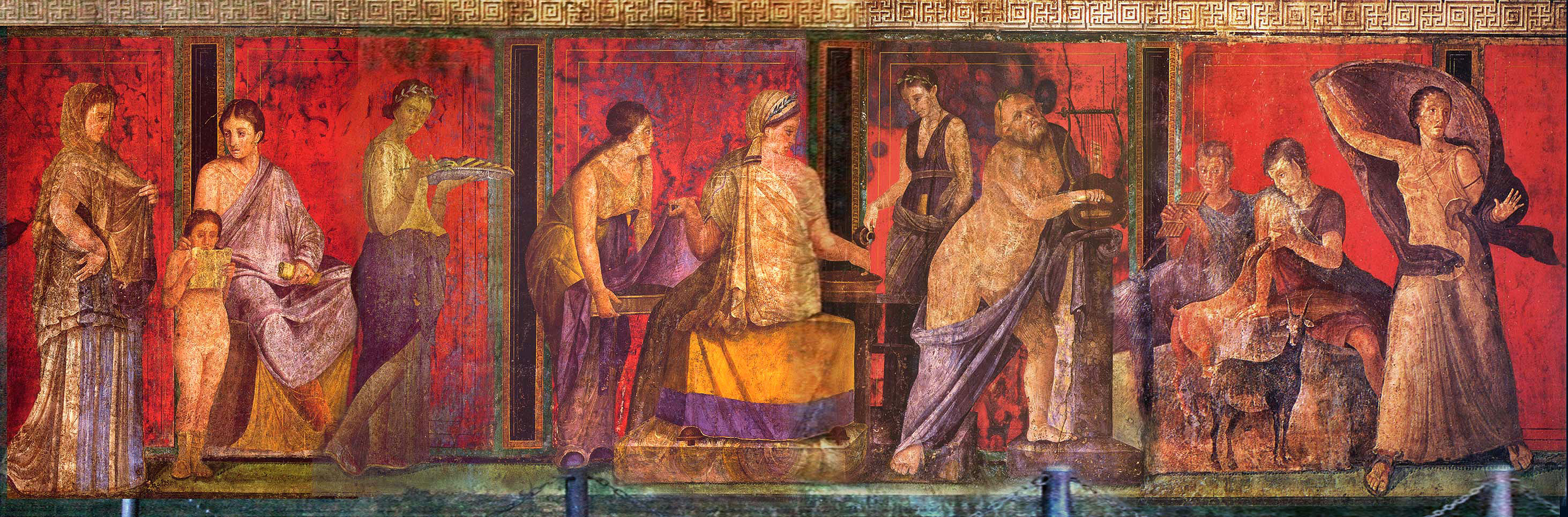
Vila dels misteris

En una fase tardana el segon estil, a partir de 40-30 aC, es simplifica evitant l'ostentació i el luxe.

## Tercer estil
El tercer estil o estil ornamental representa la continuïtat amb el segon estil però més lliure i ornamentat. Presenta un eclecticisme usual en el període de l'emperador August i inclouen una tendència classicitzant amb còpies dels grecs i influència de l'art egipci. També hi ha representació metalingüística amb pintures dins de pintures. Els parietarius, pintors de les motllures, rebien la meitat del sou que guanyaven els imaginarius, que creaven escenes de paisatges o figures.

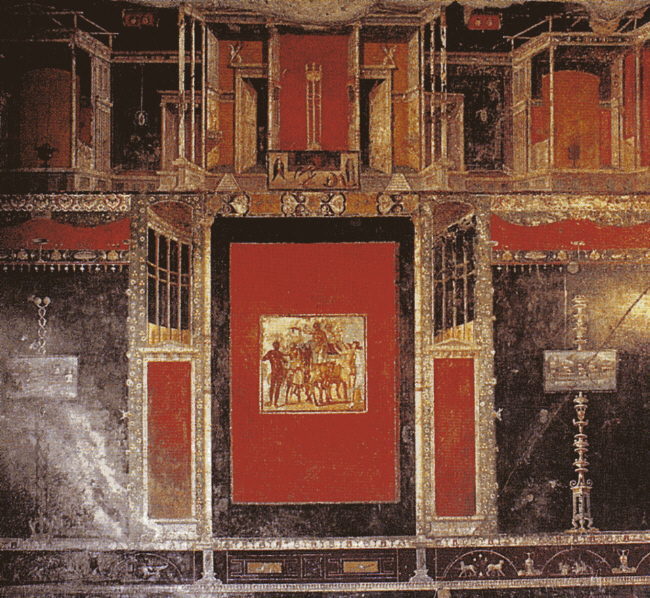
Exemple de tercer estil tardà, Casa Lucretius

## Quart estil

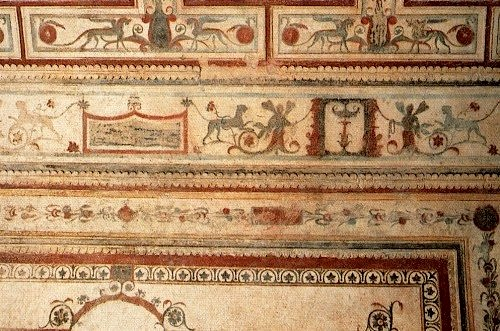
Fresc representatiu del quart estil a la Domus Aurea a Roma

Finalment el quart estil aparegué cap a 45 dC i encara era més eclèctic que el tercer estil. Tendia a composicons més asimètriques amb colors més càlids i vius i ornamentacions més variades. És l'estil del qual hi ha més restes.

## Retrats
Eren un element important en el sistema religiós i social romà. Es retrataven els difunts i s'instal·laven els retrats en els lararia. Les efigies podien ser esculpides o en forma de pintures sobre fusta que es creu que representen fidelment els trets anatòmics dels representats.

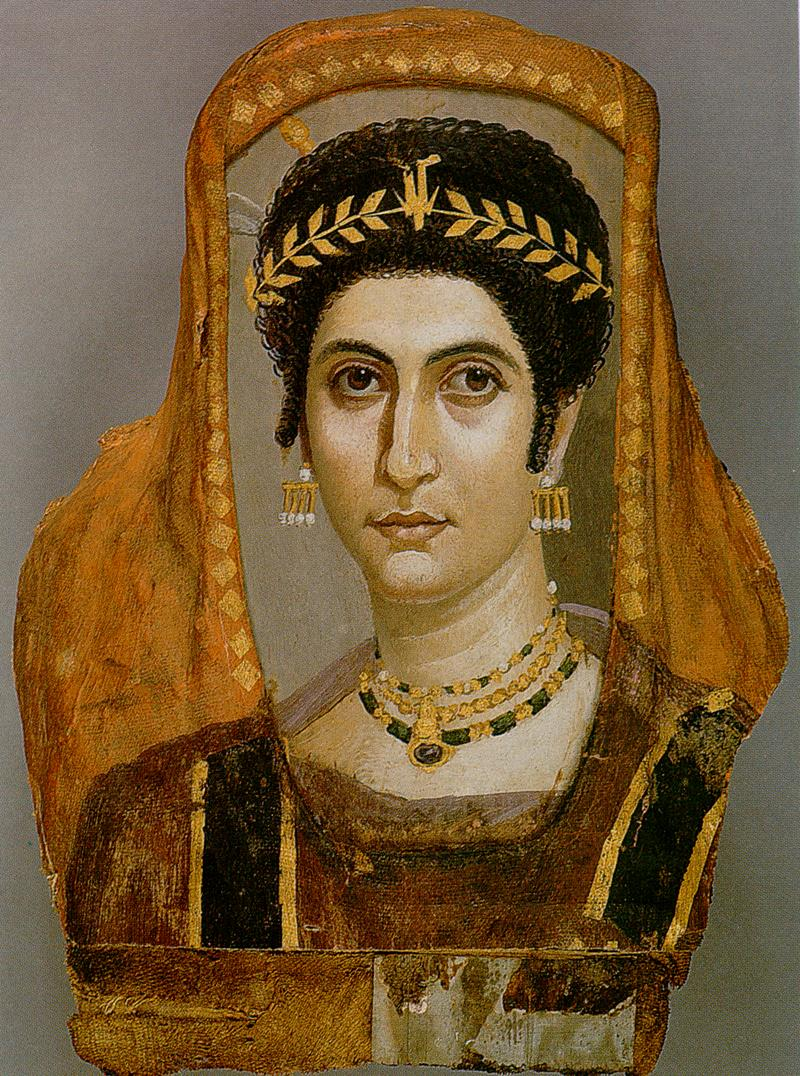
Retrat de dona, Egipte

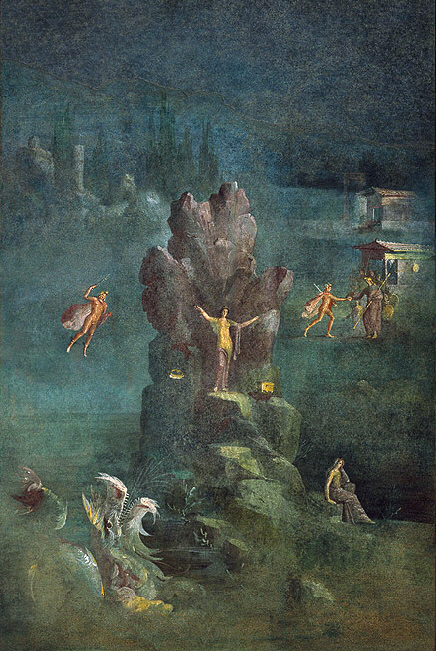
Perseu i Andròmeda, Vila Imperial de Boscotrecase

La major part dels retrats que es conserven provenen d'Egipte, ja que allí estaven associats a la momificació i es posaven dins el sarcòfag.

## Paisatges i arquitectures
Va tenir el seu zenit de l'època de l'emperador August cap endavant. Molts d'aquests paisatges s'anomenen "sacro-idíl·lics", ja que retraten un santuari o monument sagrat al voltant del qual s disposen els personatges en grups sota un escenari am qualitats poètiques i evocatives. No sembla que els antics romans hagin volgut reproduir un paisatge real.Plini el Vell declara que el pintor Studius va ser el primer a pintar aquests paisatges.

### Pintures triomfals
Novament Plini el Vell ens parla de les pintures triomfals del període imperial amb efecte il·lusionístic. Josephus descriu un exemple referit a la presa de Jerusalem per Vespasià i Titus dient que "fins al foc del temple estava representat en la pintura, i les cases caient sobre els seus amos".

### Pintura popular

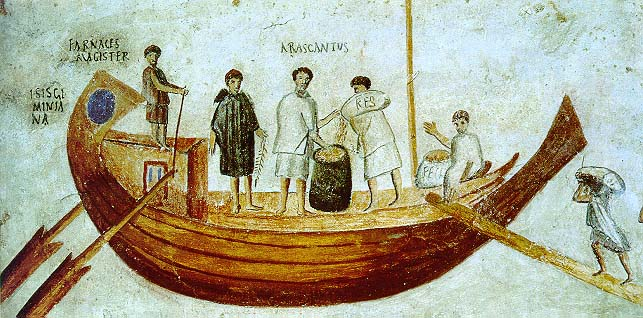
Pintura popular d'Ostia antica

Hi ha temes locals, episodis de la vida real de la població fins i tot anuncis de botigues i negocis locals. Estan fetes de forma poc refinada però molt interessants.

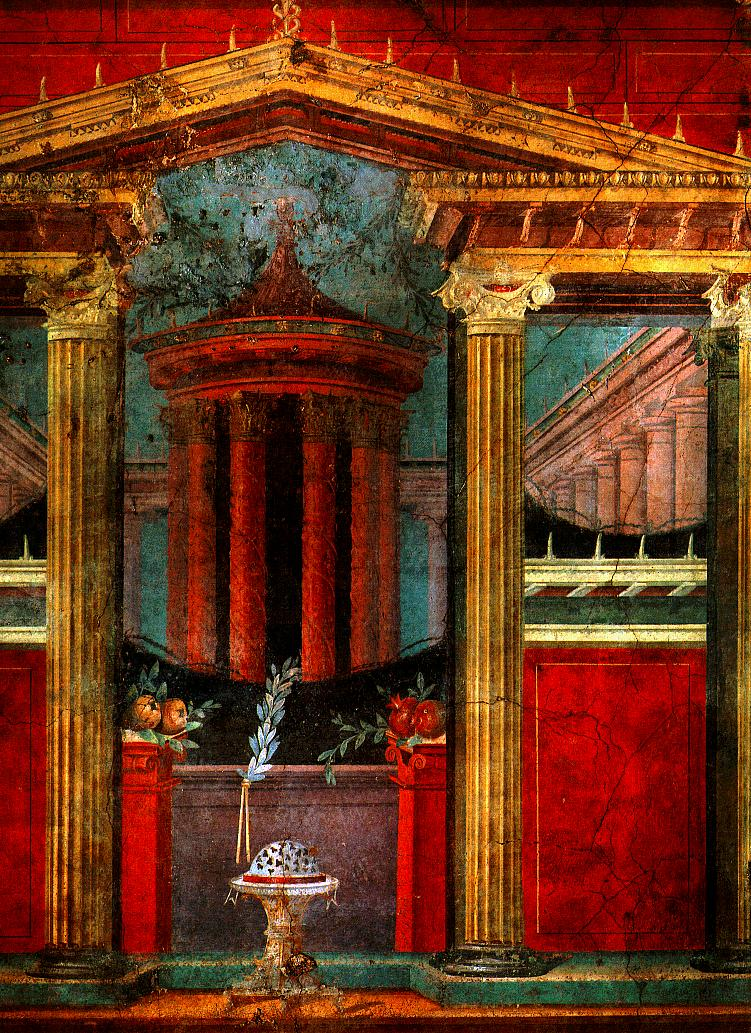
Fresc trobat a Pompeia
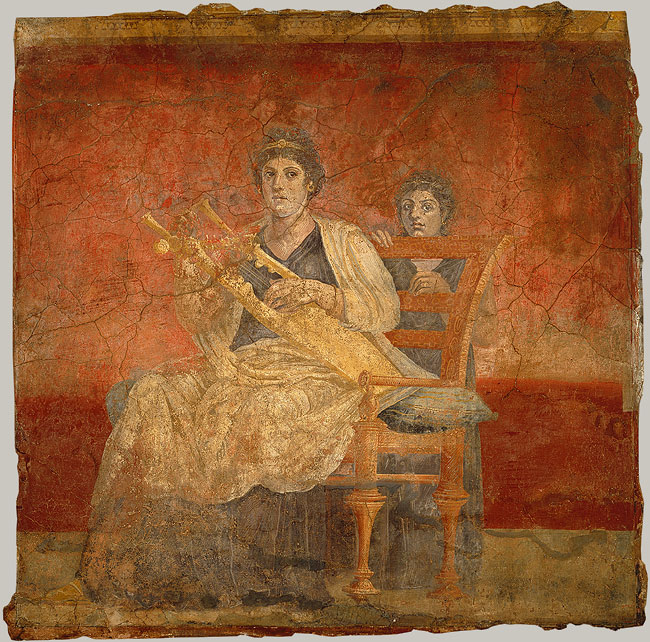
Dona tocant
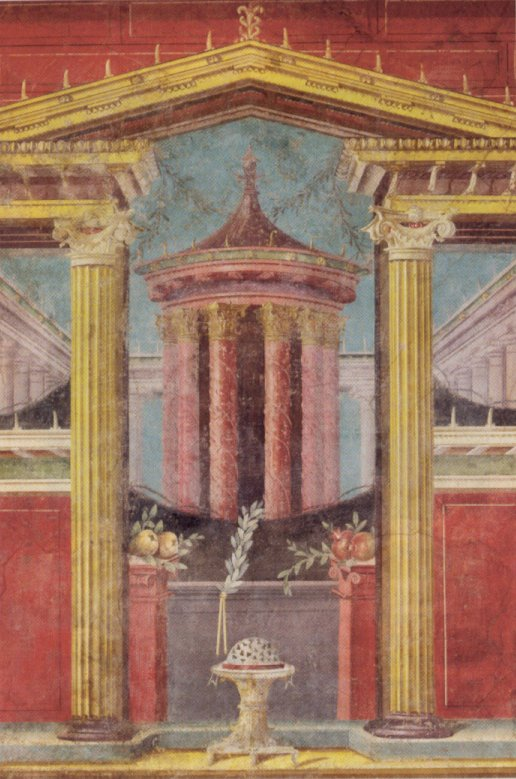
Vila romana
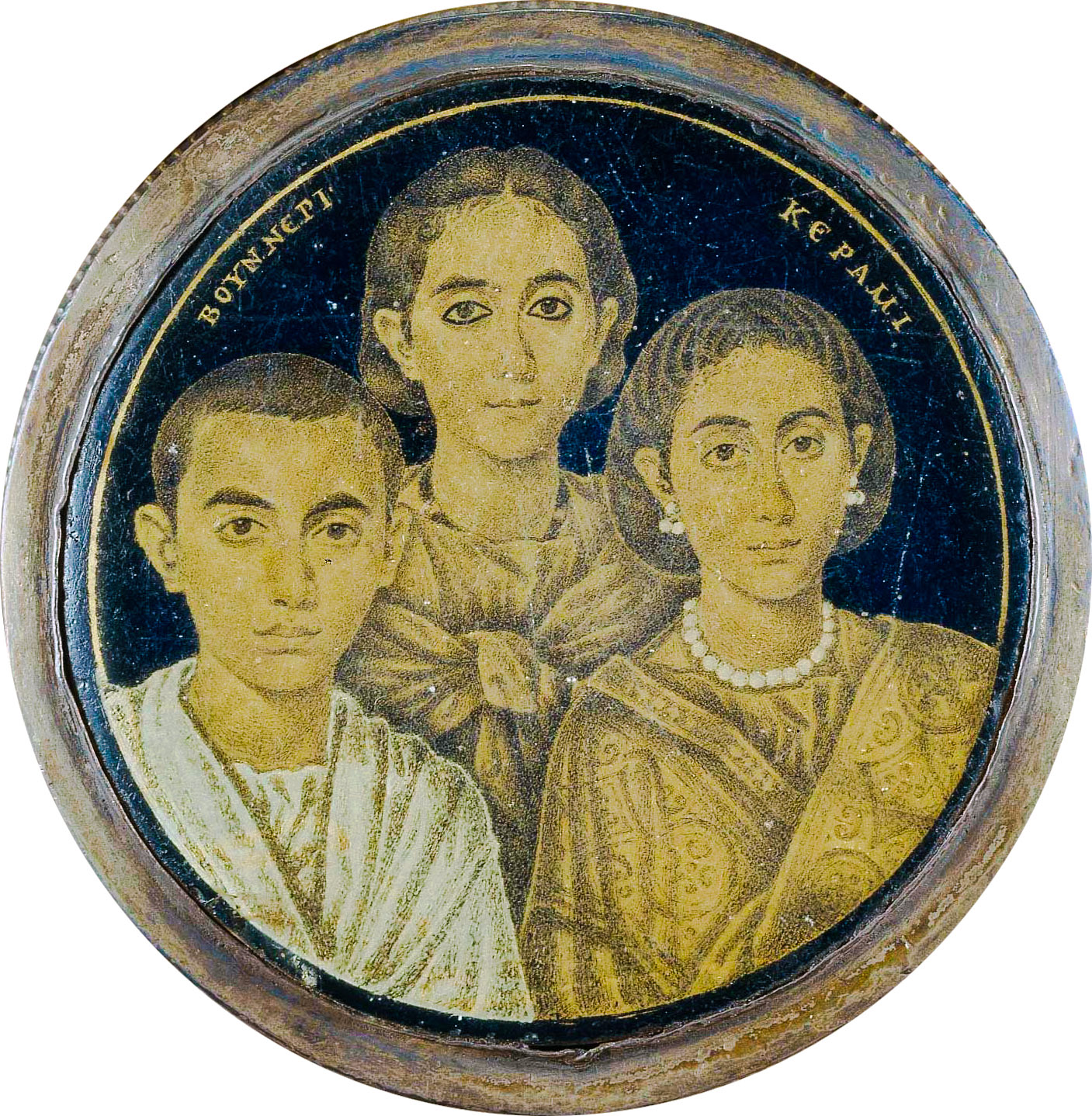
Retrat en vidre daurat
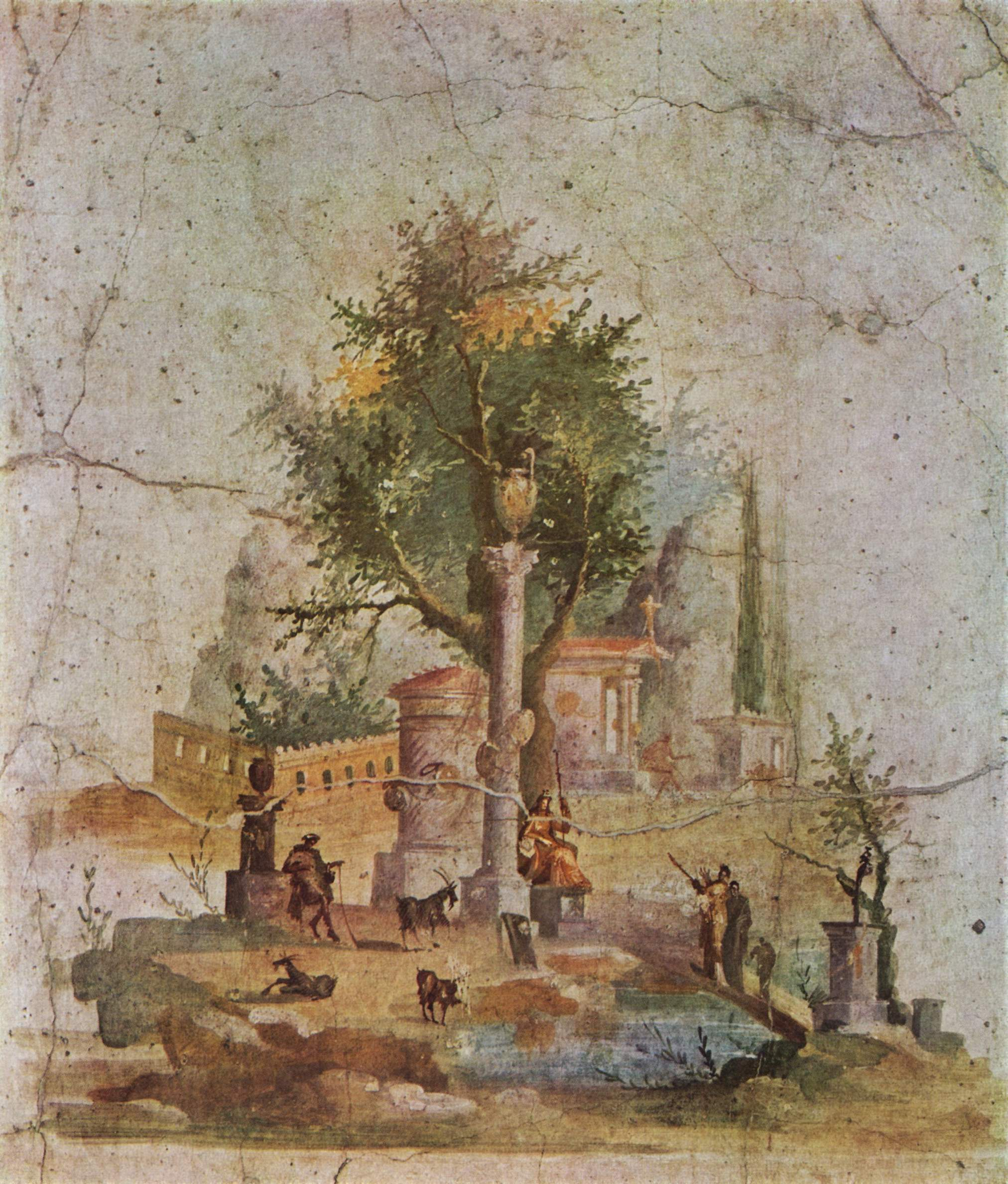
Vila d'Agripa
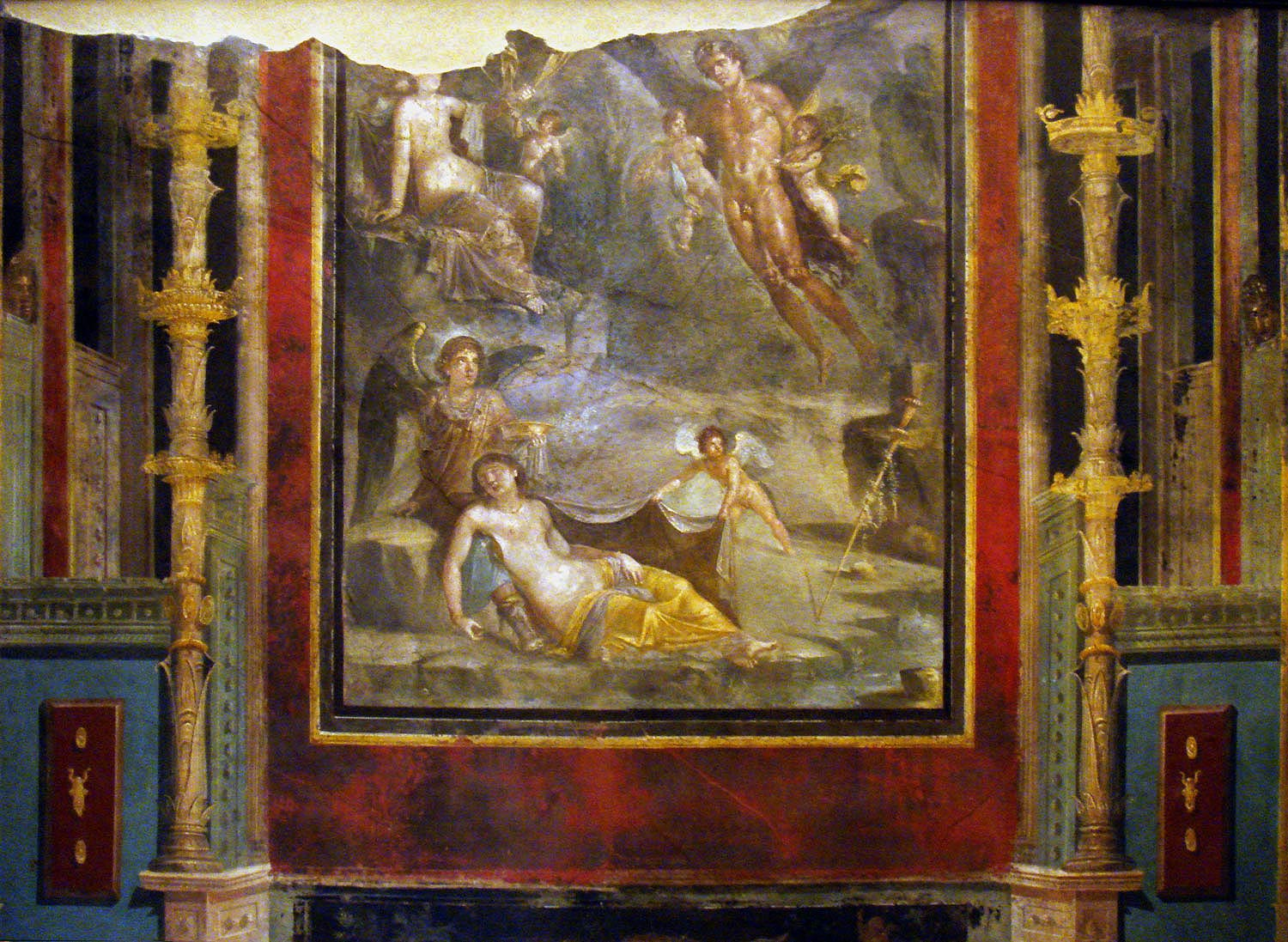
Casament de Cèfir i Cloris
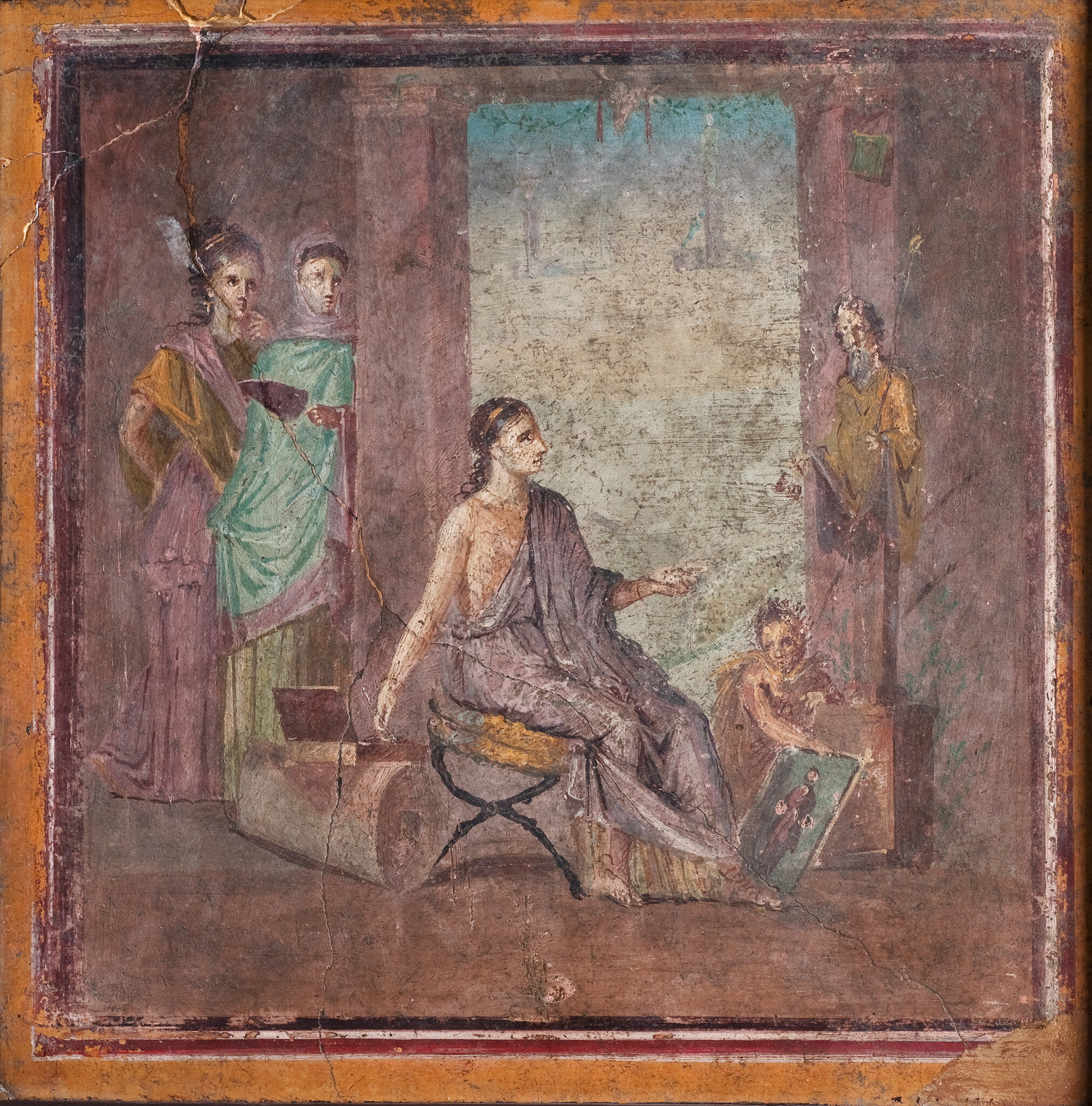
Pintura mural
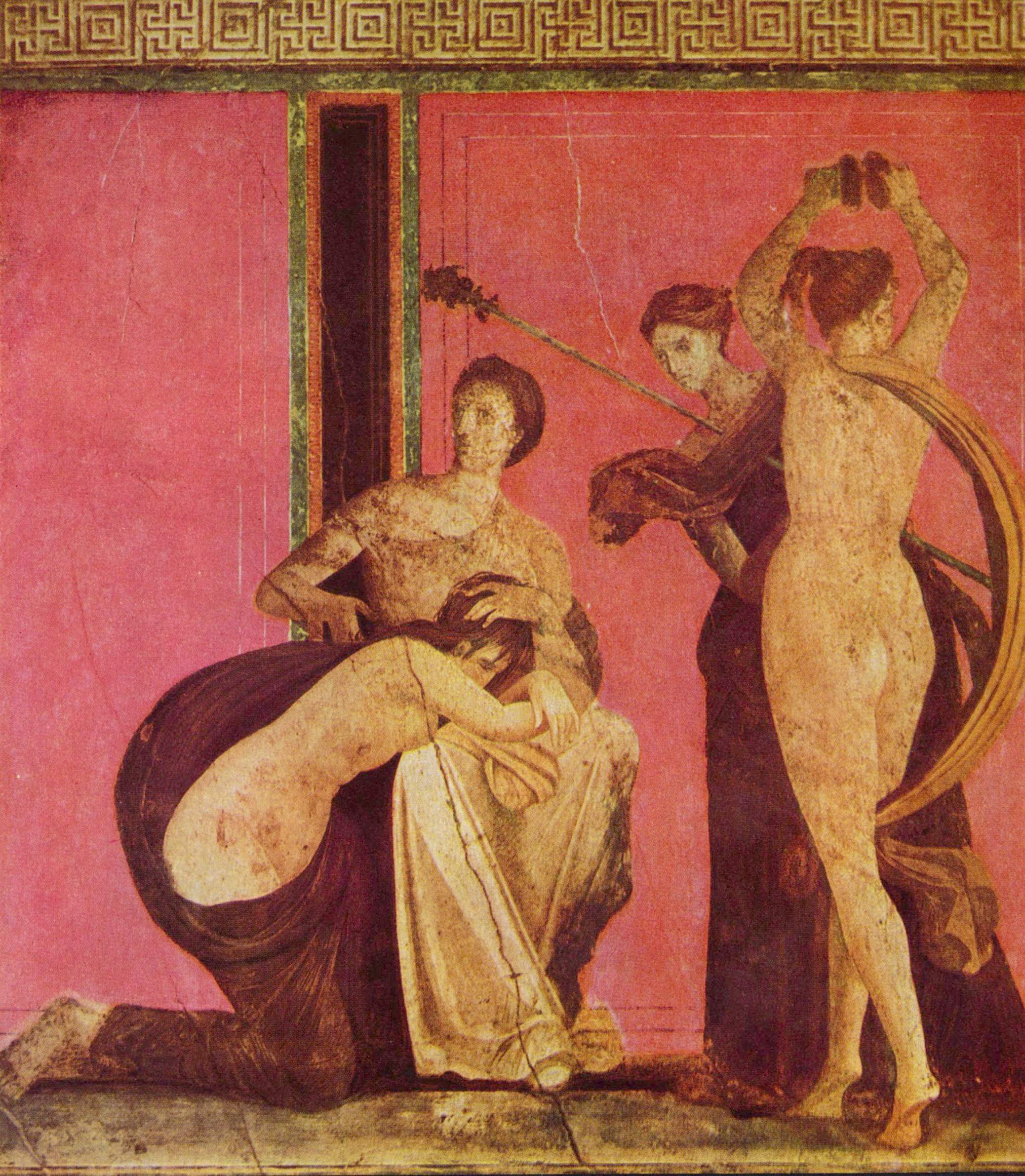
Vila dels misteris
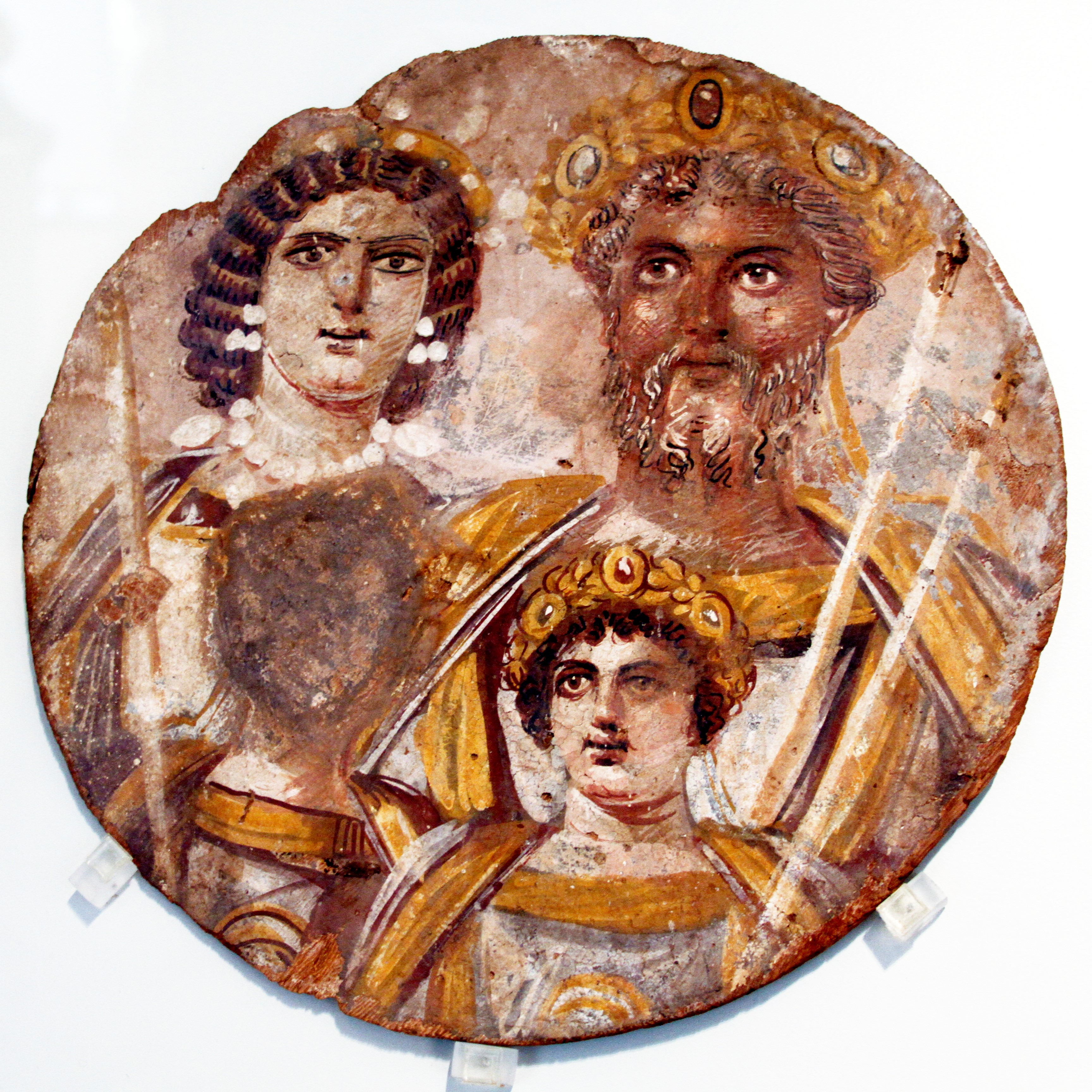
Pintura severiana